# Локвуд (Міссурі)
Локвуд (англ. Lockwood) — місто (англ. city) в США, в окрузі Дейд штату Міссурі. Населення — 846 осіб (2020).

## Географія
Локвуд розташований за координатами 37°23′14″ пн. ш. 93°57′32″ зх. д. / 37.38722° пн. ш. 93.95889° зх. д. (37.387106, -93.958975).  За даними Бюро перепису населення США в 2010 році місто мало площу 2,55 км², з яких 2,51 км² — суходіл та 0,04 км² — водойми.

## Демографія
Згідно з переписом 2010 року, у місті мешкало 936 осіб у 381 домогосподарстві у складі 244 родин. Густота населення становила 366 осіб/км².  Було 451 помешкання (177/км²).
Расовий склад населення:
| - 96,6 % — білих - 1,2 % — корінних американців - 0,7 % — азіатів - 0,3 % — чорних або афроамериканців |

До двох чи більше рас належало 1,2 %. Частка іспаномовних становила 1,3 % від усіх жителів.
За віковим діапазоном населення розподілялося таким чином: 23,6 % — особи молодші 18 років, 51,8 % — особи у віці 18—64 років, 24,6 % — особи у віці 65 років та старші. Медіана віку мешканця становила 43,9 року. На 100 осіб жіночої статі у місті припадало 90,6 чоловіків;  на 100 жінок у віці від 18 років та старших — 85,7 чоловіків також старших 18 років.
Середній дохід на одне домашнє господарство  становив 44 661 долар США (медіана — 31 458), а середній дохід на одну сім'ю — 54 030 доларів (медіана — 40 000). Медіана доходів становила 29 844 долари для чоловіків та 30 625 доларів для жінок. За межею бідності перебувало 20,9 % осіб, у тому числі 29,9 % дітей у віці до 18 років та 10,3 % осіб у віці 65 років та старших.
Цивільне працевлаштоване населення становило 414 особи. Основні галузі зайнятості: освіта, охорона здоров'я та соціальна допомога — 32,6 %, виробництво — 18,4 %, оптова торгівля — 7,7 %, роздрібна торгівля — 7,7 %.